# 3493 Stepanov
3493 Stepanov è un asteroide della fascia principale. Scoperto nel 1976, presenta un'orbita caratterizzata da un semiasse maggiore pari a 2,2033016 UA e da un'eccentricità di 0,0872638, inclinata di 5,97689° rispetto all'eclittica.